# Berthold (Dacota do Norte)
Berthold é uma cidade localizada no estado norte-americano de Dacota do Norte, no Condado de Ward.

## Demografia
Segundo o censo norte-americano de 2000, a sua população era de 466 habitantes. 
Em 2006, foi estimada uma população de 436, um decréscimo de 30 (-6.4%).

## Geografia
De acordo com o United States Census Bureau tem uma área de 
1,0 km², dos quais 1,0 km² cobertos por terra e 0,0 km² cobertos por água. Berthold localiza-se a aproximadamente 637 m acima do nível do mar.

## Localidades na vizinhança
O diagrama seguinte representa as localidades num raio de 32 km ao redor de Berthold. 